# Sūlūru
Sūlūru är en ort i Indien.   Den ligger i distriktet Nellore och delstaten Andhra Pradesh, i den södra delen av landet, 1 700 km söder om huvudstaden New Delhi. Sūlūru ligger 10 meter över havet och antalet invånare är 38 065.
Terrängen runt Sūlūru är mycket platt, och sluttar österut. Runt Sūlūru är det tätbefolkat, med 286 invånare per kvadratkilometer. Omgivningarna runt Sūlūru är en mosaik av jordbruksmark och naturlig växtlighet.